# Dasyomma norrisi
Dasyomma norrisi är en tvåvingeart som beskrevs av Paramonov 1962. Dasyomma norrisi ingår i släktet Dasyomma och familjen bäckflugor. Inga underarter finns listade i Catalogue of Life.